# Luis Carniglia
Luis Antonio Carniglia (n. 4 octombrie 1917, Olivos⁠(d), Buenos Aires, Argentina – d. 22 iunie 2001, Buenos Aires, Argentina) a fost un fotbalist și antrenor argentinian. El a jucat ca atacant la Boca Juniors în anii 1930, dar e mai mult cunoscut pentru perioada de antrenorat de la Real Madrid în anii 1950, când a câștigat de două ori Cupa Campionilor Europeni.

## Legături externe
- Luis Carniglia la Find a Grave